# Skeppshypotek
Skeppshypotek uppkommer genom att ägaren till ett skepp låter inteckna skeppet och sedan upplåter panträtt genom att överlämna inteckningen som pant till säkerhet för ett lån eller annan förbindelse.
Långivaren (Borgenären) kan sedan om ägaren inte frivilligt betalar begära exekutiv auktion. Inteckningarna gäller i inbördes ordning efter den tidsföljd som de sökts. Förmånsrätt gäller enligt förmånsrättslagen. Borgenär har rätt att få betalning även om fordringen har preskriberats.
Om ett pantbrev inte har överlämnats som pant för en fordran eller om pantbrevet inte behöver tas i anspråk för hela fordringen har ägaren rätt till ägarhypotek.